# Montejo de la Vega de la Serrezuela (kommun)
Montejo de la Vega de la Serrezuela är en kommun i Spanien.   Den ligger i provinsen Provincia de Segovia och regionen Kastilien och Leon, i den centrala delen av landet, 130 km norr om huvudstaden Madrid. Antalet invånare är 154.